# Novacco di Montona
Novacco di Montona (in croato Novaki Motovunski) è una frazione di 386 abitanti del comune di Caroiba, appartenente alla Regione Istriana. L'insediamento comprende i nuclei abitati di Lacoseglia (Lakoseljći),  Caselazzi (Brigi), Contici (Kontići), Bertossa (Brtoša), Pilati, Prodani, Galli (Gali) e Paladini.
Come la sede comunale di Caroiba, Novacco è un paesino agricolo con case in arenaria grigia che si raccolgono intorno al cocuzzolo, dove è posta la chiesa parrocchiale, dedicata a Santa Marina e risalente al 1875. 

L'edificio originario era  medievale e fu ricostruito già nel 1550 e consacrato nel 1590. La facciata presenta quattro lesene che sorreggono un timpano con un rosone al centro, decorato con modanature e coronamenti.

## Società

### Evoluzione demografica
| Popolazione residente per anno | Popolazione residente per anno | Popolazione residente per anno | Popolazione residente per anno | Popolazione residente per anno | Popolazione residente per anno | Popolazione residente per anno | Popolazione residente per anno | Popolazione residente per anno | Popolazione residente per anno | Popolazione residente per anno | Popolazione residente per anno | Popolazione residente per anno | Popolazione residente per anno | Popolazione residente per anno | Popolazione residente per anno |
| ------------------------------ | ------------------------------ | ------------------------------ | ------------------------------ | ------------------------------ | ------------------------------ | ------------------------------ | ------------------------------ | ------------------------------ | ------------------------------ | ------------------------------ | ------------------------------ | ------------------------------ | ------------------------------ | ------------------------------ | ------------------------------ |
| 1857                           | 1869                           | 1880                           | 1890                           | 1900                           | 1910                           | 1921                           | 1931                           | 1948                           | 1953                           | 1961                           | 1971                           | 1981                           | 1991                           | 2001                           | 2011                           |
| 578                            | 598                            | 419                            | 423                            | 404                            | 532                            | 880                            | 920                            | 588                            | 576                            | 486                            | 402                            | 399                            | 389                            | 398                            | 386                            |